# Toshima
Toshima (豊島区; -ku) é uma região especial da Metrópole de Tóquio, no Japão.
Em 2003 tinha uma população estimada em 297 954 habitantes e uma densidade populacional de 22 901,9 hab./km². Tem uma área total de 13.01 km².
Toshima foi fundada a 15 de março de 1947.